# 無オーガズム症
無オーガズム症（むオーガズムしょう、英: Anorgasmia）とは、充分な性的刺激にもかかわらずオーガズムを得ることができない性機能障害の一種である。無オーガズム症は男性よりも女性に遥かに多く（4.6％）、特に若い男性では稀である。この問題は閉経後の女性でより深刻である。男性では、遅漏と密接に関連している。無オーガズム症はしばしば性的欲求不満を引き起こす。

## 原因
この症状は精神疾患として分類されることがある他、糖尿病性神経障害、多発性硬化症、パーキンソン病、性器切除（男女共）、性器手術の合併症、骨盤外傷（ジャングルジム、自転車、体操競技の鉄棒で転倒した際の騎乗型損傷など）、ホルモンバランスの乱れ、子宮全摘出術、脊髄損傷、馬尾症候群、子宮動脈塞栓術、分娩時外傷（自然または鉗子や吸引による膣裂傷、大きなまたは閉鎖されていない会陰切開）、外陰部痛、心血管疾患が原因となる。

### 薬剤性無オーガズム症
性別を問わず、抗うつ薬、特に選択的セロトニン再取り込み阻害薬（SSRI）の使用により無オーガズム症が発生し得る。SSRIの副作用としての無オーガズム症の報告は正確ではないが、研究によると、このような薬の使用者の17～41％が何らかの性機能障害を経験している。
その他に、コカインの使用やアヘン中毒、特にヘロイン中毒で無オーガズム症が生じやすい。

### 一次性無オーガズム症
一次性無オーガズム症は、オーガズムを経験したことがない状態である。これは女性に多く見られるが、球海綿体筋反射を欠く男性にも起こり得る。この症状の女性が到達する性的興奮レベルは比較的低い。欲求不満、不穏、下腹部痛または下腹部の重苦しい感覚は、血管の収縮のために起こる場合がある。オーガズムが得られない明らかな理由がないこともある。このような場合、女性は、思いやりのある熟練したパートナーがいて、充分な時間とプライバシーがあり、性的満足に影響を与えるような医学的問題がなくても、オーガズムを感じることができないと報告する。
約15％の女性がオーガズムを感じることが難しいと報告し、米国では10％の女性が一度も絶頂を迎えたことがない。一方、29％の女性はいつもパートナーとオーガズムを感じている。
オーガズムを感じることができないのは、女性の性欲はどこか“間違っている”という心理社会的な認識が残っているからであり、それはビクトリア朝時代の抑圧に由来するとの考え方がある。このような見方は、一部の女性（おそらくより抑圧された環境で育った女性）が自然で健康的な性的感覚を経験することを妨げている可能性があると論じている。

### 二次性無オーガズム症
二次性無オーガズム症とは、オーガズムを感じる/強いオーガズムに達する能力の喪失である。原因としては、アルコール依存症、うつ病、悲嘆、骨盤の手術（子宮全摘出術など）や外傷、ある種の薬物、不摂生、閉経に伴うエストロゲンの欠乏、強姦、男性のマスターベーション依存症などが考えられる。

#### 前立腺摘除術

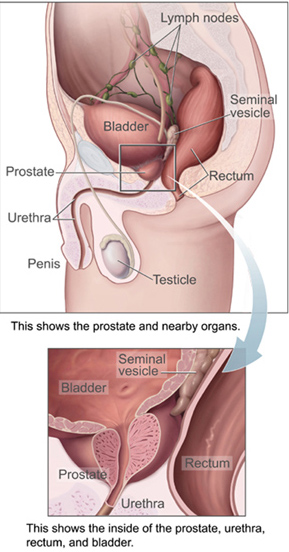
前立腺および周辺の解剖

二次性無オーガスム症は、前立腺摘除術を受けた男性の50％近くにみられ、根治的前立腺摘除術では80％である。これは一般に、前立腺の近くを通る陰茎部を支配する一次神経の損傷によって起こる。前立腺を摘出すると、これらの神経が損傷したり、完全に取り除かれることが多く、性的反応が困難になる。根治的前立腺摘除術は通常、10年以上生きると予想される若い男性に行われる。年齢が高くなると、その人の残りの寿命の間に前立腺腫瘍が成長する可能性は低くなる。

### 状況性無オーガズム症
ある状況ではオーガズムを感じる人が、他の状況ではそうでない場合がある。あるタイプの刺激ではオーガズムを感じるが、別の刺激では感じない、あるパートナーではオーガズムを感じるが、別のパートナーでは感じない、あるいは特定の条件下でのみ、あるいは特定のタイプや量の前戯でのみオーガズムを感じることがある。これらは正常な性的表現の範囲内であり、問題視されるべきものではない。
状況的無オーガズム症を経験して悩んでいる患者は、疲労、感情的な懸念、性交のプレッシャー感、パートナーの性的機能障害など、オーガズムを感じるかどうかに影響する可能性のある要因を、一人で、またはパートナーと一緒に探求するように勧められる。陰茎と膣での性交中に状況的にオーガズムを感じないケースでは、性交中に手やバイブレーターによる刺激を取り入れたり、体位を入れ替えるなどのバリエーションを推奨される場合がある。

## 診断
無オーガスム症に対する効果的な治療は、原因によって異なる。心理的な性的トラウマや抑制がある場合、心理カウンセリングを受けることが望ましい。
明らかな心理的原因のない無オーガスム症の患者は、医師の診察により、病気がないことを確認する必要がある。血液検査（全血球数、肝機能、エストラジオール、総テストステロン、性ホルモン結合グロブリン、FSH/LH、プロラクチン、甲状腺機能、脂質、空腹時血糖）を行い、糖尿病、排卵の欠如、甲状腺機能低下、ホルモンバランスの乱れなどの他の疾患がないかチェックする必要がある。これらの検査の正常閾値と女性の月経周期のタイミングについては、Bermanら、2005年に詳述されている。
その後、血液検査の他、性器の血流や性器感覚の評価、神経損傷の程度（もしあれば）を調べる神経学的検査などを行う。

## 治療
男性の勃起不全と同様に、女性の性機能不全も、ホルモンバランスの乱れを改善するホルモン貼付薬や錠剤、吸引ポンプ、血流、性的感覚、興奮を改善する薬物などで治療することができる。
男女を問わず、SSRI誘発性無オーガスム症の多くの症例にシルデナフィルが用いられている。シルデナフィルは5型ホスホジエステラーゼ（PDE5）阻害薬で、筋肉の弛緩を促し、男性の陰茎勃起を改善する。この方法は性機能障害を持つ男性に有効であることが知られているが、性機能障害を持つ女性におけるシルデナフィルの有効性が明らかになりつつあるのは最近のことである。H. G. Nurnbergらによる1999年の研究では、性行為の1時間前にシルデナフィルを服用すると、性機能障害が完全に、あるいは非常に顕著に回復することが示された。この研究では、9人の女性のうち8人は50mgのシルデナフィルを必要とし、残る1人は100mgのシルデナフィルを必要とした。
もう一つ、バルデナフィルの使用が選択肢として挙げられる。バルデナフィルはシルデナフィルと類似しており、男性の陰茎勃起を改善するが、女性の性機能障害の回復に使用される薬剤の効果については論争がある。A.K. Ashton M.D.の研究によると、ある特定の女性の場合、シルデナフィルに対するバルデナフィルの効果は同等であるだけでなく、バルデナフィルの方が安価であり、性機能障害の回復に必要な量も少量であることが示されている。これまでの処、バルデナフィルは男性への使用のみが食品医薬品局によって承認されている。
米国国立衛生研究所は、塩酸ヨヒンビンが、勃起不全またはSSRI誘発性の男性のインポテンツの治療に有効である可能性がヒト試験で示されていると述べている。公表された報告では、男性のオルガスム機能不全の治療に有効であることが示されている。
プロラクチン産生を阻害するドパミンD2受容体の作動薬であるカベルゴリンは、小規模の研究で、無オーガズム症の被験者の1⁄3にオーガズムを完全に、他の1⁄3には部分的に回復させることが判明した。限られたデータではあるが、アマンタジンがSSRI誘発性性機能障害の緩和に役立つ可能性が示されている。シプロヘプタジン、ブスピロン、アンフェタミンなどの刺激薬（抗うつ薬ブプロピオンを含む）、ネファゾドン、ヨヒンビンなどがSSRI誘発性オルガスム症の治療に用いられている。SSRIの投与量を減らすことで、無オーガスム症の問題が解決することもある。

## Further reading
- Khamsi, Roxanne (8 June 2005). “Genes drive ability to orgasm”. Nature. doi:10.1038/news050606-4.

## External links
- Anorgasmia.net Anorgasmia: definition, causes, diagnosis and treatment
- University of California, Santa Barbara's SexInfo includes statistics, causes, and treatments for anorgasmia
- Definition of Anorgasmia, Mayo Clinic

Template:Mental and behavioral disorders